# Blarney
Blarney (iriska: An Bhlarna) är en ort i grevskapet Cork på Irland. Den är belägen cirka 8 kilometer nordväst om centrala Cork. Tätorten (settlement) Blarney hade 2 539 invånare vid folkräkningen 2016.
Blarney är platsen för Blarney Castle, där den legendariska Blarney Stone finns.